# 高山城 (大隅国)
高山城（こうやまじょう）は、鹿児島県肝属郡肝付町新富本城（にいとみほんじょう）にあった日本の城（山城）。別名肝付城。国の史跡。

## 沿革
平安時代末期、島津荘の弁財使（荘園監督官）に任じられた平兼貞の子孫が土着しこの地に定住したことが始まりと伝える。現在に残るような壮大な城郭が調えられた時期ははっきりしないが、南北朝時代、戦国時代の争乱に備えるため城郭が形成されたと考えられる。
兼貞の子・兼俊は「肝付氏」を名乗る。肝付氏は12世紀から約400年間、ここを拠点として大隅国の最大領主であった。肝付兼続の時に薩摩国の最大領主であった島津氏と日向国の最大領主であった伊東氏の間で巧みにバランスよく立ち回り肝付氏の絶頂期を築くが、やがて島津氏と対立して天正元年（1573年）に高山城は落城。その後も領地を大幅に縮小したものの引き続き肝付氏はこの地の領主を務めたが、天正8年（1580年）に肝付氏は阿多（現南さつま市金峰町）に移封され、高山城は廃城となった。また、外城としての機能は、支城であった弓張城に高山麓が設置されて遷移した。

## 遺構
城の縄張りは、南に本城川、北に栗山川、西は高山川、東はシラス台地の急崖という「天然の要害」に立地していた。更に山地から南西方向に伸びる丘陵地を横切って空堀を作り曲輪を形成した。
現状だが、大手門と搦手門の跡には看板が立っており、本丸・二の丸・三の丸などの状況も区別しやすい状況で残っている。但し本丸は原型が崩れかかっている。
建造物の類は全く残っていない。